# Inu × Boku SS
Inu × Boku SS (妖狐×僕SS?, Inu Boku Shīkuretto Sābisu) è un manga scritto e disegnato da Cocoa Fujiwara, serializzato sulla rivista Monthly Gangan Joker della Square Enix dal 2009 al 2014. In Italia il manga è stato pubblicato dalla Star Comics dal 22 gennaio 2015 al 28 settembre 2016.
Una serie televisiva anime ispirata al manga è stata prodotta dallo studio David Production sotto la regia di Naokatsu Tsuda e trasmessa dal 12 gennaio al 29 marzo 2012 su TBS.

## Trama
La Maison de Ayakashi (メゾン・ド・章樫?, Mezon do Ayakashi), meglio conosciuta come Ayakashikan (妖館?), è una sede di massima sicurezza in cui gli esseri umani con gli antenati demoni o yōkai risiedono; ognuno viene sorvegliato da un agente dei servizi segreti. Una ragazza yokai di nome Ririchiyo Shirakiin va a vivere nell'Ayakashikan sperando di trovare un po' di tranquillità. Ma invece, si ritrova con i servizi dell'agente dei servizi segreti di nome Soshi Miketsukami.

## Personaggi
Ririchiyo Shirakiin (白鬼院 凜々蝶?, Shirakiin Ririchiyo)
Doppiata da: Rina Hidaka
La protagonista della serie dove risiedé nella stanza numero 4 de La Maison de Ayakashi e fu un cliente di Soshi Miketsukami. Ha una tendenza nel mostrarsi fredda perché è il suo unico modo di far fronte alle cose. Ririchiyo si trova costantemente distressata per non riuscire ad essere abile nel comunicare con le persone decentemente e decide di trasferirsi nella Ayakashikan per il suo voler essere sola. Dopodiché lei diventa amica di Karuta e Banri, cui entrambi vanno nella sua stessa scuola e abitano sotto lo stesso tetto.
Ririchiyo venne uccisa all'età di 16 anni per provare a fermare dei Yokai nemici che volevano uccidere Soshi. Nella seconda parte lei viene reincarnata e ora risiede in una delle stanze della Ayakashikan, ma ha un'amnesia per il trauma subito nel perdere Soshi dopo averla protetta.
Ririchiyo si può considerare una tsundere.
Soshi Miketsukami (御狐神 双熾?, Miketsukami Sōshi)
Doppiato da: Yūichi Nakamura
Renshō Sorinozuka (反ノ塚 連勝?, Sorinozuka Renshō)
Doppiato da: Yoshimasa Hosoya
Sorinozuka è uno dei primi amici di Ririchiyo (anche se lei non era molto socievole), prima che si trasferiscono nella Ayakashikan erano vicini di casa.  Nonostante il suo aspetto da persona adulta in realtà ha la stessa età di Ririchiyo, frequenta anche la sua stessa scuola. Il suo aspetto da Yokai è quello di uno Ittan-momen.
Nobara Yukinokōji (雪小路 野ばら?, Yukinokōji Nobara)
Doppiata da: Yōko Hikasa
È l'agente segreto di Sorinozuka. Ogni volta che vede una bella ragazza perde letteralmente la ragione è grida sempre la parola "Maniac". il suo aspetto da Yokai è quello di una donna delle nevi.
Kagerō Shōkiin (青鬼院 蜻蛉?, Shōkiin Kagerō)
Doppiato da: Tomokazu Sugita
È l'inquilino della camera 2, amico d'infanzia di Soshi e Banri, era l'ex padrone di Natsume, è il fidanzato di Ririchiyo per poi alla fine della serie non sono più fidanzati. Kagero è eccentrico, diretto e narcisista, chiama sempre gli altri con delle parolacce. Pensa e crede che le persone si dividono in due categorie: "Sadici" e "masochisti".
Karuta Roromiya (髏々宮 カルタ?, Roromiya Karuta)
Doppiata da: Kana Hanazawa
È l'agente segreto di Kagerou. Kana mangia piace mangiare sempre, ha una cotta segreta per Banri infatti successivamente frequenterà la sua stessa scuola. Il suo aspetto yokai è quello di uno scheletro gigante.
Banri Watanuki (渡狸 卍里?, Watanuki Banri)
Doppiato da: Takuya Eguchi
Residente della Ayakashikan. È un ragazzo che si vuole far passare per un teppista ma in realtà sotto, sotto è un ragazzo di buon cuore, frequenta la stessa scuola di Ririchiyo. È amico d'infanzia di Kana della quale è innamorato segretamente. Il suo aspetto yokai è quello di un orsetto lavatore.
Zange Natsume (夏目 残夏?, Natsume Zange)
Doppiato da: Mamoru Miyano
È l'agente segreto di Banri, Natsume è un mezzo-umano è mezzo-demone che porta sempre delle orecchie da coniglio nero in testa. Egli sostiene di essere in grado di "vedere" tutto degli altri, il loro segreti è anche i loro futuri. Lui è una persona molto allegra ma anche un po' un ficcanaso e intrigante. Il suo motto è "tutti dovrebbero andare d'accordo." Soshi è uno dei suoi amici d'infanzia ed è molto affezionato a lui, chiamandolo "Sou-tan".
Chino Kotomura (小人村 ちの?, Kotomura Chino)
Doppiato da: Minami Tsuda
Ayumu Warashibe (童辺 あゆむ?, Warashibe Ayumu)
Doppiato da: Takahiro Mizushima
Yūjirō Kōda (幸蛇 優二朗?, Kōda Yūjirō)
Doppiato da: Yasunori Masutani
Jōtarō Kawasumi (河住 丈太郎?, Kawasumi Jōtarō)
Doppiato da: Katsuki Murase
Ayane Shōkiin (青鬼院 菖蒲?, Shōkiin Ayane)
Doppiata da: Emi Shinohara
Hana Kawasumi (河住 花?, Kawasumi Hana)
Doppiata da: Yui Ogura

## Media

### Manga
Inu x Boku SS è stato scritto e illustrato da Cocoa Fujiwara. È stato serializzato sulla rivista Monthly Gangan Joker della Square Enix pubblicando 11 volumi tra il 22 aprile 2010 e il 22 luglio 2014. In Italia il manga viene pubblicato dalla Star Comics a partire dal 22 gennaio 2015 fino al 28 settembre 2016.